# Gouverneur de la province de Limbourg
Le Gouverneur de la province du Limbourg ou Gouverneur du Limbourg est le Commissaire des Gouvernements régional, communautaire et fédéral dans le Limbourg.
Il assiste aux séances du conseil provincial devant lequel il peut prendre la parole.

## Histoire
La révolution belge éclate en août 1830, ainsi dans chaque province du nouveau royaume un gouverneur est nommé, Frans de Loë devient le premier gouverneur du Limbourg belge. La guerre belgo-néerlandaise est aussi tôt déclenché et mène à la proclamation de l'indépendance le 4 octobre 1830 par le gouvernement provisoire de Belgique. La province de Limbourg de l'époque est l'une des huit provinces des Pays-Bas méridionaux qui se détachent du royaume uni des Pays-Bas pour fonder la Belgique. Les grandes puissances européennes se réunirent lors de la conférence de Londres pour débattre du sort à réserver à ce nouvel état. Après la reconnaissance de l'indépendance puis de la neutralité de la Belgique, un premier traité fut signé le 26 juin 1831, le traité des XVIII articles, afin d'envisager le rachat du grand-duché de Luxembourg qui était alors une propriété personnelle du roi des Pays-Bas Guillaume Ier, en échange d'une partie de la province du Limbourg. Ce traité ne fut toutefois jamais appliqué et, après la prestation de serment du premier roi des Belges, Léopold Ier, Guillaume d'Orange tenta de reconquérir ses territoires lors de la Campagne des Dix-Jours en aout 1831. Celle-ci se tint d'ailleurs en partie sur le territoire de la province, avec, entre autres, une défaite belge lors de la bataille de Hasselt le 8 août 1831. Elle vit l'intervention de l'armée française pour repousser les forces armées néerlandaises hors des frontières, ce qui n'avantageait pas les belges dans les négociations, le 15 novembre 1831 de l'acte officiel de séparation entre les deux états, le traité des XXVII articles. L'article 4 de ce traité précise ainsi la scission de la province du Limbourg.
La guerre belgo-néerlandaise faisant toujours rage, le traité ne fut pas appliqué tout de suite. Après la nécessité d'une seconde intervention française lors du siège de la citadelle d'Anvers, des négociations reprirent avec, parmi les grands points de discorde, le ravitaillement de la forteresse de Maastricht où résidait une garnison néerlandaise et la circulation fluviale sur la Meuse. Celles-ci aboutirent à la convention de Londres, signée le 21 mai 1833 qui jeta les bases de la paix signée lors de la Convention de Zonhoven, dans la province de Limbourg, le 18 novembre. Guillaume Ier ne reconnut toutefois officiellement l'existence de la Belgique qu'en 1838 et ce ne fut que l'année suivante qu'un traité fut signé entre les puissances européennes, la Belgique et, cette fois, les Pays-Bas, actant la séparation définitive des deux royaumes : le traité des XXIV articles. Ce dernier contraint la Belgique à céder la partie orientale du Limbourg, située à l’est de la Meuse, à la confédération germanique, en guise de compensation pour la perte de la partie occidentale du grand-duché de Luxembourg, qui devenait la neuvième province de Belgique : la province de Luxembourg. Le Limbourg occidental devient alors l'actuelle province belge de Limbourg tandis que le Limbourg oriental reprit le nom de « Duché de Limbourg » jusqu'à la dissolution de la confédération germanique après sa défaite lors de la guerre austro-prussienne en 1866. A ce moment, le Limbourg oriental fut définitivement rattaché aux Pays-Bas en tant que province néerlandaise de Limbourg, telle qu'elle existe aujourd'hui.
Toutefois, la frontière entre la Belgique et les Pays-Bas dut encore être revue et négociée par le traité de Maastricht signé le 8 aout 1843.

## Nomination
Le gouverneur est nommé par le Roi des Belges sur proposition du gouvernement fédéral. Le processus de nomination comprend généralement une sélection basée sur des critères tels que l'expérience administrative, la compétence professionnelle et la connaissance de la région concernée. Une fois choisi, le gouverneur est officiellement nommé par le Roi et prend ses fonctions dans la province désignée.

## Rôle
Le gouverneur du Brabant flamand est le représentant de l'État belge dans la province du Limbourg. Son rôle principal est de veiller à ce que les lois et les décrets nationaux et régionaux soient appliqués dans la province. Il est également chargé de coordonner les activités des différentes administrations provinciales et locales, ainsi que de représenter l'État lors d'événements officiel. Le gouverneur joue un rôle important dans la gestion des situations d'urgence et de crise, telles que les catastrophes naturelles ou les situations de sécurité publique. En tant que tel, le gouverneur exerce des fonctions à la fois administratives et représentatives dans la province.

## Pouvoirs du gouverneur

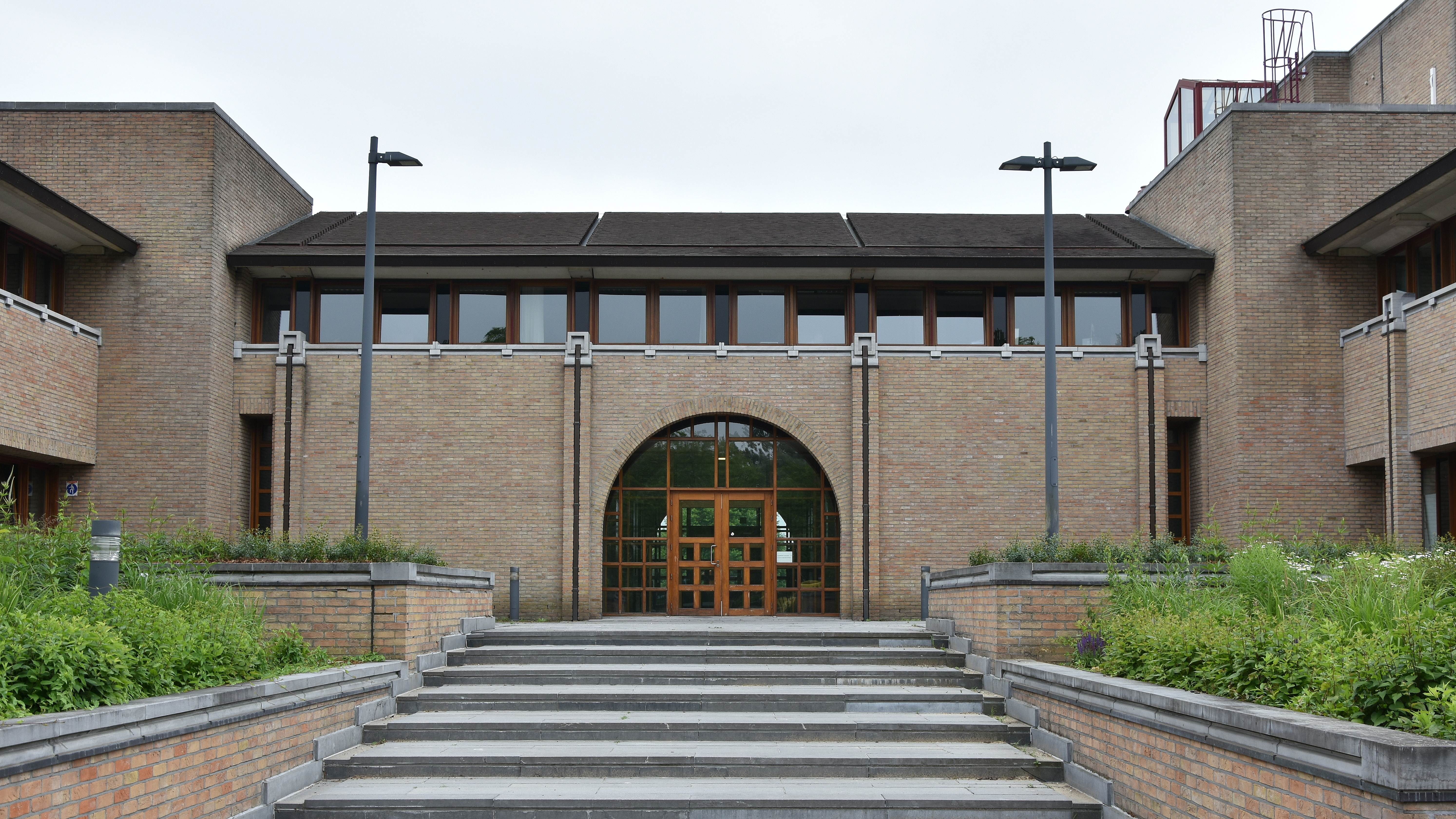
Le Maison provincial à Hasselt.

Le gouverneur du Limbourg dispose de plusieurs pouvoirs et responsabilités, notamment :
Exécution des lois et des décrets : Le gouverneur veille à ce que les lois nationales et régionales soient appliquées dans la province du Limbourg.
Coordination administrative : Il coordonne les activités des différentes administrations provinciales et locales afin de garantir une gestion efficace des affaires publiques.
Représentation de l'État : Le gouverneur représente l'État belge dans la province lors d'événements officiels et de cérémonies.
Sécurité publique : Il est chargé de maintenir l'ordre public et la sécurité dans la province, en coopération avec les autorités locales et les forces de l'ordre.
Supervision des élections : Il supervise l'organisation des élections provinciales et communales dans sa province.
Contrôle budgétaire : Le gouverneur contrôle l'exécution des budgets des provinces et des communes de sa province